# Haiivka, Șațk
Haiivka (în ucraineană Гаївка, poloneză Hajiwka) este un sat în așezarea urbană Șațk din raionul Șațk, regiunea Volînia, Ucraina.

## Demografie
Componența lingvistică a localității Haiivka
     Ucraineană (97,03%)
     Belarusă (2,48%)
     Alte limbi (0,5%)
Conform recensământului din 2001, majoritatea populației localității Haiivka era vorbitoare de ucraineană (97,03%), existând în minoritate și vorbitori de belarusă (2,48%).